# Edith Pretty
Edith May Pretty (født Dempster; 1. august 1883 – 17. december 1942) var en engelsk jordejer, på hvis ejendom Sutton Hoo-skibsbegravelsen blev opdaget efter hun hyrede den lokale amatørarkæolog og udgraver Basil Brown til at undersøge gravhøjene på ejendommen.
De betydnignsfulde gravfund blev erklæret til at være Prettys ejendom, fordi de ikke indeholdt nok ædelmetal til at kunne erklæres som skattefund. Hun donerede dog hele fundet British Museum kort efter afgørelsen, hvor det siden har været udstillet.

Hun bliver spillet af Carey Mulligan i filmen The Dig som omhandler fundet af Sutton Hoo.